# 당인가탐안
《당인가탐안》(중국어: 唐人街探案, 영어: Detective Chinatown)는 2015년 12월 31일에 개봉한 중국의 코미디 액션 서스펜스 영화이다. 

## 출연
- 왕바오창
- 류하오란
- 퉁리야
- 샤오양
- 진혁
- 금사걸